# 興安丸
興安丸（こうあんまる　Kouan maru）は鉄道省が関釜連絡船向けに建造した鉄道連絡船。金剛丸型の第2船で、第二次世界大戦前から戦後高度成長期にかけて関釜連絡船、引き揚げ船、イスラム教巡礼船として使用された。船名は中国東北部に連なる大興安嶺山脈に由来する。

## 船歴

### 関釜連絡船として
鉄道省関釜連絡船は山陽鉄道時代の1903年（明治36年）9月11日開設され、1904年（明治37年）12月鉄道国有化とともに鉄道院に引き継がれた。日本の大陸進出が盛んとなるに連れ乗客・貨物は増加し、こと1932年（昭和7年）に「満州国」が建国されると更なる輸送力の増強に迫られた。
このため1936年（昭和11年）10月三菱重工業長崎造船所で建造された金剛丸に次ぐ姉妹船として1937年（昭和12年）1月に建造されたのが興安丸である。石炭焚き蒸気タービン推進動力、交流電源システムなど、主要な性能や外観・内部設備は金剛丸と共通しているものの、金剛丸がモダンな中に朝鮮様式を踏まえた装飾を施されたのに対し、興安丸は日本・中国の様式を取り入れ、ロビーには南満州鉄道から寄贈された興安嶺の油絵を飾った。

### 就航
興安丸は1937年1月31日に処女航海を迎えたが、両船の就航で関釜間の旅客は鮮満方面と行き来する旅客ばかりか日本軍や満蒙開拓団なども加わって混雑し、こうした需要の急増から引き続いて天山丸・崑崙丸が建造されたが、1941年12月の大東亜戦争の勃発により軍艦の建造のしわ寄せを受けて完成は大幅に遅れた。このため応急の措置として興安丸の定員は2,023名に増員されたが、さらに日本近海で商船が沈められる被害が相次いだため関釜連絡船にはいっそう負担がかかることとなった。
1943年（昭和18年）10月崑崙丸がアメリカ軍の潜水艦『ワフー』に襲われ撃沈されたが、この潜水艦は戻らず宗谷海峡で撃沈され、当分の間関釜連絡船に対する攻撃は行われなかった。11月1日、鉄道省と逓信省が統合され、運輸通信省が設立されたのに伴い移籍。
1945年（昭和20年）3月、連合国軍が対馬海峡に機雷を投下し（飢餓作戦）、4月1日には興安丸も下関沖の蓋井島付近で触雷・損傷する被害を受けた。このため応急修繕を受ける。
その後対馬海峡では相次いで連絡船や艦船が被害にあい、興安丸は根拠地を福岡市博多港に、その後山口県長門市仙崎へと移した。5月19日、運輸通信省が運輸省に改組されたのに伴い運輸省鉄道総局に移籍。6月20日、興安丸は天山丸とともに京都府舞鶴市-江原道元山航路に配船されたが日本海の戦況は極めて悪く、興安丸の船長は船を温存する決断を下した。
関釜連絡船10隻のうち航路閉鎖前に沈められたのは3隻、6月20日以降に沈められた船は3隻、温存されたのは興安丸を含めて4隻に過ぎなかった。興安丸は山口県北長門海岸の奥深い入り江・須佐湾に避難し、無事ここで8月の終戦を迎えた。

### 引き揚げ船
敗戦後、興安丸はGHQの日本商船管理局（en:Shipping Control Authority for the Japanese Merchant Marine, SCAJAP）によりSCAJAP-K086の管理番号を与えられた。
1945年9月～1947年（昭和22年）4月に仙崎・博多－釜山間に就航し、海外邦人の引き揚げ、朝鮮人の帰国輸送などに当たる。引き揚げ者が上陸した仙崎漁港には、跡地の記念碑がいまも残り、記念碑には興安丸の活躍が記されている。1947年（昭和22年）12月2日、下関市に昭和天皇の戦後巡幸があったが、適当な宿泊施設が戦災にあっていたこともあり、興安丸が天皇の宿泊施設に充てられた。この際、昭和天皇が甲板でデッキビリヤードや輪投げをした記録が残る。
1948年（昭和23年）4月に関釜連絡船は公式に閉鎖された。
1949年（昭和24年）6月1日、運輸省鉄道総局を引き継ぐ形で日本国有鉄道が設立されたことに伴い移籍したが、翌1950年（昭和25年）3月に朝鮮郵船（後の東京郵船→昭和郵船）へ国家賠償に伴う補償として払下げられた。
1950年7月～1953年（昭和28年）4月の朝鮮戦争時にはアメリカ軍に傭船され佐世保市－釜山の国連軍輸送に就航し、朝鮮戦争終結後は政府の傭船により中華人民共和国の河北省秦皇島-舞鶴間、ソビエト連邦（現ロシア）ナホトカ・ホルムスク－舞鶴の引き揚げ船として日本赤十字社の救護班を乗せて1957年（昭和32年）に至るまで延べ22回の活躍し、舞鶴港の「岸壁の母」の悲話で国民の胸を打った。

### 東洋郵船に

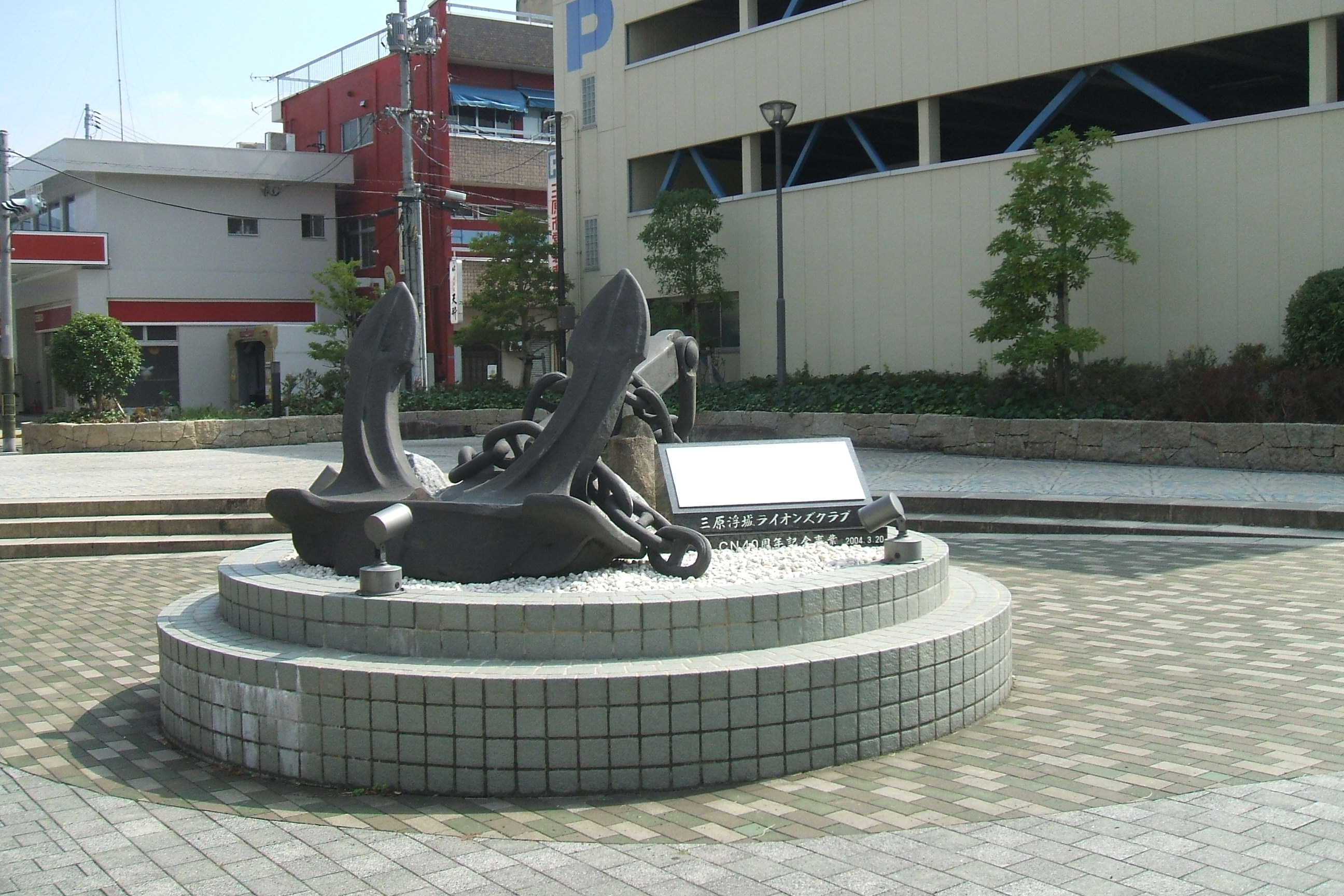
興安丸の錨（広島県三原市）

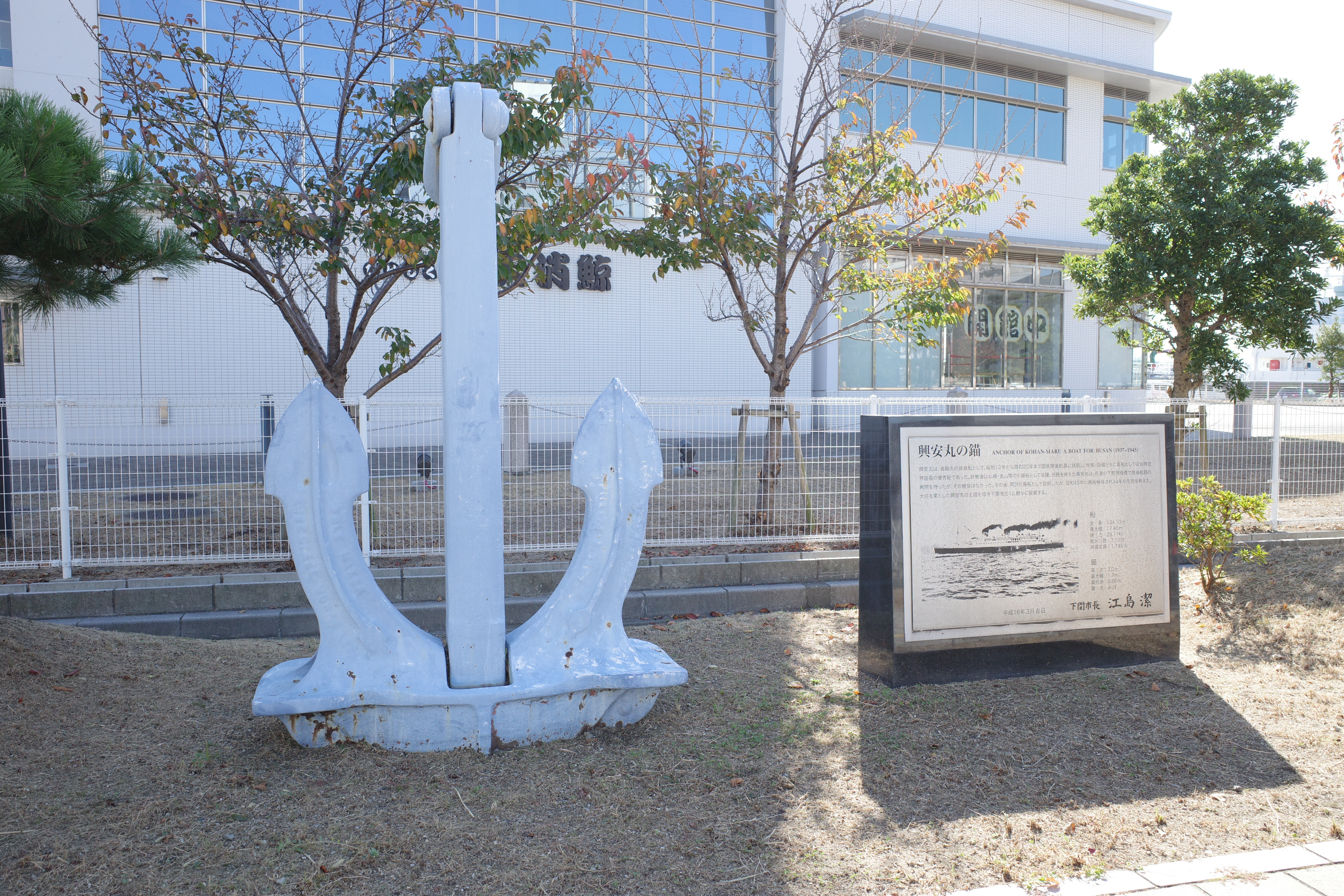
興安丸の錨（山口県下関市）

引き揚げ船としての就航を終えると一時期海上自衛隊によってヘリ空母への改装が検討されたものの実現せず、結局1957年横井英樹の東洋郵船に売却された。
東洋郵船では1958年（昭和33年）に東京湾遊覧船として就航した後、1959年（昭和34年）～1967年（昭和42年）にはインドネシア ジャカルタ-サウジアラビア ジッダのイスラム教巡礼船やインドネシア国内航路に転用され、この間1959年には北ベトナム（現ベトナム）ハノイ-東京間の引揚げにも従事した。
1970年（昭和45年）10月、解体のため西部興業に売却され、翌11月に広島県三原市で解体されて34年の生涯を終えた。きわめて強い保存運動があったが実現せず、錨の1つは三原市の内港東公園に、錨のもう1つは山口県下関市消防局前の歩道に、コンパスは下関市の火の山公園に、鐘が舞鶴市の舞鶴引揚記念館に保存されている。